# Ley de Vida Silvestre
La Ley 17054 de Reforma a la Ley de Conservación de la Vida Silvestre del 30 de octubre de 1996, más conocida como Ley de Vida Silvestre, es una ley de Costa Rica promulgada el 24 de abril de 2013. Es una ley aprobada por iniciativa popular, es decir, su proyecto fue presentado por la ciudadanía, fue la primera ley en América Latina en hacer ilegal la cacería deportiva.
La ley fue presentada ante el Parlamento por medio de la Oficina de Iniciativa Popular respaldada por varias organizaciones ambientalistas. En principio tuvo la oposición de la mayor parte de la bancada del Movimiento Libertario, argumentando que era prohibir una actividad privada como la cacería. No obstante, el proyecto gozaba del apoyo de la mayoría de fracciones y se aprobó en segundo debate en el período 2010-2014. La misma hace ilegal darle muerte a cualquier animal silvestre por razones de deporte o alimentación, salvo en casos de extrema necesidad para subsistencia o control de plagas, y también están exentos de la ley las comunidades indígenas por razones culturales y de sobreviviencia.